# 2014-es WEC bahreini 6 órás verseny
| Pályarajz | Pályarajz               | Pályarajz                                             |
| --------- | ----------------------- | ----------------------------------------------------- |
|           |                         |                                                       |
| Győztesek |                         |                                                       |
| Kategória | Csapat                  | Versenyzők                                            |
| LMP1-H    | #7 Toyota Racing        | Alexander Wurz Stéphane Sarrazin Mike Conway          |
| LMP1-L    | #13 Rebellion Racing    | Dominik Kraihamer Andrea Belicchi Fabio Leimer        |
| LMP2      | #47 KCMG                | Matthew Howson Richard Bradley Alexandre Imperatori   |
| LMGTE Pro | #51 AF Corse            | Gianmaria Bruni Toni Vilander                         |
| LMGTE Am  | #95 Aston Martin Racing | David Heinemeier Hansson Kristian Poulsen Nicki Thiim |

2014-es WEC bahrein 6 órás verseny a Hosszútávú-világbajnokság 2014-es szezonjának hetedik futama volt, amelyet  november 13. és november 14. között  tartottak meg a Bahrain International Circuit versenypályán. A fordulót Alexander Wurz, Stéphane Sarrazin és Mike Conway triója nyerte meg, akik a hibridhajtású Toyota Racing csapatának versenyautóját vezették. A világbajnokságot Anthony Davidson, Sébastien Buemi és Nicolas Lapierre triója nyerte meg.

## Időmérő
A kategóriák leggyorsabb versenyzői vastaggal vannak kiemelve.
| Poz. | Kategória | Csapat                   | Átlagidő   | Különbség | Rajthely |
| ---- | --------- | ------------------------ | ---------- | --------- | -------- |
| 1.   | LMP1-H    | #14 Porsche Team         | 1:43,145   |           | 1        |
| 2.   | LMP1-H    | #8 Toyota Racing         | 1:43,410   | +0,265    | 2        |
| 3.   | LMP1-H    | #20 Porsche Team         | 1:44,191   | +1,046    | 3        |
| 4.   | LMP1-H    | #7 Toyota Racing         | 1:44,260   | +1,115    | 4        |
| 5.   | LMP1-H    | #2 Audi Sport Team Joest | 1:45,599   | +2,454    | 5        |
| 6.   | LMP1-L    | #12 Rebellion Racing     | 1:47,047   | +3,902    | 6        |
| 7.   | LMP1-L    | #13 Rebellion Racing     | 1:47,705   | +4,560    | 7        |
| 8.   | LMP2      | #26 G-Drive Racing       | 1:50,236   | +7,091    | 8        |
| 9.   | LMP2      | #27 SMP Racing           | 1:50,939   | +7,794    | 9        |
| 10.  | LMP2      | #37 SMP Racing           | 1:51,019   | +7,874    | 10       |
| 11.  | LMP1-L    | #9 Lotus                 | 1:51,213   | +8,068    | 11       |
| 12.  | LMP2      | #47 KCMG                 | 1:51,375   | +8,230    | 13       |
| 13.  | LMP2      | #35 OAK Racing           | 1:54,304   | +11,159   | 14       |
| 14.  | LMGTE Pro | #97 Aston Martin Racing  | 1:58,805   | +15,680   | 15       |
| 15.  | LMGTE Pro | #51 AF Corse             | 1:59,075   | +15,930   | 16       |
| 16.  | LMGTE Pro | #71 AF Corse             | 1:59,226   | +16,081   | 17       |
| 17.  | LMGTE Pro | #99 Aston Martin Racing  | 1:59,377   | +16,232   | 18       |
| 18.  | LMGTE Pro | #91 Porsche Team Manthey | 1:59,541   | +16,396   | 19       |
| 19.  | LMGTE Am  | #95 Aston Martin Racing  | 1:59,589   | +16,444   | 20       |
| 20.  | LMGTE Am  | #98 Aston Martin Racing  | 1:59,721   | +16,576   | 21       |
| 21.  | LMGTE Pro | #92 Porsche Team Manthey | 1:59,772   | +16,627   | 22       |
| 22.  | LMGTE Am  | #61 AF Corse             | 2:00,068   | +16,923   | 22       |
| 23.  | LMGTE Am  | #90 8 Star Motorsports   | 2:00,218   | +17,073   | 24       |
| 24.  | LMGTE Am  | #75 Prospeed Competition | 2:00,713   | +17,568   | 25       |
| 25.  | LMGTE Am  | #88 Proton Competition   | 2:01,131   | +17,986   | 26       |
| 26.  | LMGTE Am  | #81 AF Corse             | idő nélkül |           | 27       |
| –    | LMP1-H    | #1 Audi Sport Team Joest | idő nélkül |           | 12       |

## Verseny
A résztvevőknek legalább a versenytáv 70%-át (137 kört) teljesíteniük kellett ahhoz, hogy az elért eredményüket értékeljék. A kategóriák leggyorsabb versenyzői vastaggal vannak kiemelve.
| Helyezés | Kategória | #  | Csapat                | Versenyzők                                            | Kasztni                          | Gumi | Kör | Idő/Hátrány/Kiesés |
| Helyezés | Kategória | #  | Csapat                | Versenyzők                                            | Motor                            | Gumi | Kör | Idő/Hátrány/Kiesés |
| -------- | --------- | -- | --------------------- | ----------------------------------------------------- | -------------------------------- | ---- | --- | ------------------ |
| 1.       | LMP1-H    | 7  | Toyota Racing         | Alexander Wurz Stéphane Sarrazin Mike Conway          | Toyota TS040 Hybrid              | M    | 195 | +6:00:18,056       |
| 1.       | LMP1-H    | 7  | Toyota Racing         | Alexander Wurz Stéphane Sarrazin Mike Conway          | Toyota 3.7 L V8                  | M    | 195 | +6:00:18,056       |
| 2.       | LMP1-H    | 14 | Porsche Team          | Marc Lieb Romain Dumas Neel Jani                      | Porsche 919 Hybrid               | M    | 195 | +50,460            |
| 2.       | LMP1-H    | 14 | Porsche Team          | Marc Lieb Romain Dumas Neel Jani                      | Porsche 2.0 L Turbo V4           | M    | 195 | +50,460            |
| 3.       | LMP1-H    | 20 | Porsche Team          | Timo Bernhard Brendon Hartley Mark Webber             | Porsche 919 Hybrid               | M    | 195 | +57,295            |
| 3.       | LMP1-H    | 20 | Porsche Team          | Timo Bernhard Brendon Hartley Mark Webber             | Porsche 2.0 L Turbo V4           | M    | 195 | +57,295            |
| 4.       | LMP1-H    | 2  | Audi Sport Team Joest | André Lotterer Marcel Fässler Benoît Tréluyer         | Audi R18 e-tron quattro          | M    | 194 | +1 kör             |
| 4.       | LMP1-H    | 2  | Audi Sport Team Joest | André Lotterer Marcel Fässler Benoît Tréluyer         | Audi TDI 4.0 L Turbo V6 (Diesel) | M    | 194 | +1 kör             |
| 5.       | LMP1-H    | 1  | Audi Sport Team Joest | Tom Kristensen Loïc Duval Lucas di Grassi             | Audi R18 e-tron quattro          | M    | 193 | +2 kör             |
| 5.       | LMP1-H    | 1  | Audi Sport Team Joest | Tom Kristensen Loïc Duval Lucas di Grassi             | Audi TDI 4.0 L Turbo V6 (Diesel) | M    | 193 | +2 kör             |
| 6.       | LMP1-L    | 13 | Rebellion Racing      | Dominik Kraihamer Andrea Belicchi Fabio Leimer        | Rebellion R-One                  | M    | 188 | +7 kör             |
| 6.       | LMP1-L    | 13 | Rebellion Racing      | Dominik Kraihamer Andrea Belicchi Fabio Leimer        | Toyota RV8KLM 3.4 L V8           | M    | 188 | +7 kör             |
| 7.       | LMP1-L    | 12 | Rebellion Racing      | Nicolas Prost Nick Heidfeld Mathias Beche             | Rebellion R-One                  | M    | 182 | +13 kör            |
| 7.       | LMP1-L    | 12 | Rebellion Racing      | Nicolas Prost Nick Heidfeld Mathias Beche             | Toyota RV8KLM 3.4 L V8           | M    | 182 | +13 kör            |
| 8.       | LMP2      | 47 | KCMG                  | Matthew Howson Richard Bradley Alexandre Imperatori   | Oreca 03R                        | D    | 181 | +14 kör            |
| 8.       | LMP2      | 47 | KCMG                  | Matthew Howson Richard Bradley Alexandre Imperatori   | Nissan VK45DE 4.5 L V8           | D    | 181 | +14 kör            |
| 9.       | LMP2      | 37 | SMP Racing            | Kirill Ladigin Anton Ladigin Viktor Saitar            | Oreca 03R                        | M    | 178 | +17 kör            |
| 9.       | LMP2      | 37 | SMP Racing            | Kirill Ladigin Anton Ladigin Viktor Saitar            | Nissan VK45DE 4.5 L V8           | M    | 178 | +17 kör            |
| 10.      | LMP2      | 35 | OAK Racing            | Mark Patterson David Cheng Ihara Keiko                | Morgan LMP2                      | D    | 178 | +17 kör            |
| 10.      | LMP2      | 35 | OAK Racing            | Mark Patterson David Cheng Ihara Keiko                | Judd HK 3.6 L V8                 | D    | 178 | +17 kör            |
| 11.      | LMP1-H    | 8  | Toyota Racing         | Anthony Davidson Sébastien Buemi                      | Toyota TS040 Hybrid              | M    | 177 | +18 kör            |
| 11.      | LMP1-H    | 8  | Toyota Racing         | Anthony Davidson Sébastien Buemi                      | Toyota 3.7 L V8                  | M    | 177 | +18 kör            |
| 12.      | LMP2      | 26 | G-Drive Racing        | Roman Ruszinov Olivier Pla Julien Canal               | Ligier JS P2                     | D    | 177 | +18 kör            |
| 12.      | LMP2      | 26 | G-Drive Racing        | Roman Ruszinov Olivier Pla Julien Canal               | Nissan VK45DE 4.5 L V8           | D    | 177 | +18 kör            |
| 13.      | LMGTE Pro | 51 | AF Corse              | Gianmaria Bruni Toni Vilander                         | Ferrari 458 Italia GT2           | M    | 173 | +22 kör            |
| 13.      | LMGTE Pro | 51 | AF Corse              | Gianmaria Bruni Toni Vilander                         | Ferrari 4.5 L V8                 | M    | 173 | +22 kör            |
| 14.      | LMGTE Pro | 97 | Aston Martin Racing   | Darren Turner Stefan Mücke                            | Aston Martin V8 Vantage GTE      | M    | 173 | +22 kör            |
| 14.      | LMGTE Pro | 97 | Aston Martin Racing   | Darren Turner Stefan Mücke                            | Aston Martin 4.5 L V8            | M    | 173 | +22 kör            |
| 15.      | LMGTE Pro | 71 | AF Corse              | Davide Rigon James Calado                             | Ferrari 458 Italia GT2           | M    | 173 | +22 kör            |
| 15.      | LMGTE Pro | 71 | AF Corse              | Davide Rigon James Calado                             | Ferrari 4.5 L V8                 | M    | 173 | +22 kör            |
| 16.      | LMGTE Pro | 91 | Porsche Team Manthey  | Jörg Bergmeister Richard Lietz                        | Porsche 911 RSR                  | M    | 173 | +22 kör            |
| 16.      | LMGTE Pro | 91 | Porsche Team Manthey  | Jörg Bergmeister Richard Lietz                        | Porsche 4.0 L Flat-6             | M    | 173 | +22 kör            |
| 17.      | LMGTE Pro | 92 | Porsche Team Manthey  | Patrick Pilet Frédéric Makowiecki                     | Porsche 911 RSR                  | M    | 172 | +23 kör            |
| 17.      | LMGTE Pro | 92 | Porsche Team Manthey  | Patrick Pilet Frédéric Makowiecki                     | Porsche 4.0 L Flat-6             | M    | 172 | +23 kör            |
| 18.      | LMGTE Am  | 95 | Aston Martin Racing   | David Heinemeier Hansson Kristian Poulsen Nicki Thiim | Aston Martin V8 Vantage GTE      | M    | 172 | +23 kör            |
| 18.      | LMGTE Am  | 95 | Aston Martin Racing   | David Heinemeier Hansson Kristian Poulsen Nicki Thiim | Aston Martin 4.5 L V8            | M    | 172 | +23 kör            |
| 19.      | LMGTE Am  | 81 | AF Corse              | Stephen Wyatt Michele Rugolo Andrea Bertolini         | Ferrari 458 Italia GT2           | M    | 171 | +24 kör            |
| 19.      | LMGTE Am  | 81 | AF Corse              | Stephen Wyatt Michele Rugolo Andrea Bertolini         | Ferrari 4.5 L V8                 | M    | 171 | +24 kör            |
| 20.      | LMGTE Am  | 98 | Aston Martin Racing   | Paul Dalla Lana Pedro Lamy Christoffer Nygaard        | Aston Martin V8 Vantage GTE      | M    | 171 | +24 kör            |
| 20.      | LMGTE Am  | 98 | Aston Martin Racing   | Paul Dalla Lana Pedro Lamy Christoffer Nygaard        | Aston Martin 4.5 L V8            | M    | 171 | +24 kör            |
| 21.      | LMGTE Am  | 88 | Proton Competition    | Christian Ried Wolf Henzler Halid Alqubisi            | Porsche 911 RSR                  | M    | 170 | +25 kör            |
| 21.      | LMGTE Am  | 88 | Proton Competition    | Christian Ried Wolf Henzler Halid Alqubisi            | Porsche 4.0 L Flat-6             | M    | 170 | +25 kör            |
| 22.      | LMGTE Am  | 90 | 8 Star Motorsports    | Matteo Cressoni Paolo Ruberti Gianluca Roda           | Ferrari 458 Italia GT2           | M    | 170 | +25 kör            |
| 22.      | LMGTE Am  | 90 | 8 Star Motorsports    | Matteo Cressoni Paolo Ruberti Gianluca Roda           | Ferrari 4.5 L V8                 | M    | 170 | +25 kör            |
| 23.      | LMGTE Am  | 61 | AF Corse              | Jeff Segal Alexander Talkanitsa Alessandro Pier Guidi | Ferrari 458 Italia GT2           | M    | 170 | +25 kör            |
| 23.      | LMGTE Am  | 61 | AF Corse              | Jeff Segal Alexander Talkanitsa Alessandro Pier Guidi | Ferrari 4.5 L V8                 | M    | 170 | +25 kör            |
| 24.      | LMGTE Pro | 99 | Aston Martin Racing   | Abdulaziz al-Faisal Alex MacDowall Fernando Rees      | Aston Martin V8 Vantage GTE      | M    | 170 | +25 kör            |
| 24.      | LMGTE Pro | 99 | Aston Martin Racing   | Abdulaziz al-Faisal Alex MacDowall Fernando Rees      | Aston Martin 4.5 L V8            | M    | 170 | +25 kör            |
| 25.      | LMGTE Am  | 75 | Prospeed Competition  | François Perrodo Matthieu Vaxivière Emmanuel Collard  | Porsche 911 RSR                  | M    | 170 | +25 kör            |
| 25.      | LMGTE Am  | 75 | Prospeed Competition  | François Perrodo Matthieu Vaxivière Emmanuel Collard  | Porsche 4.0 L Flat-6             | M    | 170 | +25 kör            |
| Ki       | LMP2      | 27 | SMP Racing            | Szergej Zlobin Maurizio Mediani Nicolas Minassian     | Oreca 03R                        | M    | 171 |                    |
| Ki       | LMP2      | 27 | SMP Racing            | Szergej Zlobin Maurizio Mediani Nicolas Minassian     | Nissan VK45DE 4.5 L V8           | M    | 171 |                    |
| Ki       | LMP1-L    | 9  | Lotus                 | Simon Trummer Pierre Kaffer Nathanaël Berthon         | CLM P1/01                        | M    | 1   |                    |
| Ki       | LMP1-L    | 9  | Lotus                 | Simon Trummer Pierre Kaffer Nathanaël Berthon         | AER P60 Turbo V6                 | M    | 1   |                    |

## A világbajnokság állása a versenyt követően
LMP1 (Teljes táblázat)
| H  | Versenyzők                                    | Pont | H  | Konstruktőrök | Pont |
| -- | --------------------------------------------- | ---- | -- | ------------- | ---- |
| 1. | Anthony Davidson Sébastien Buemi              | 148  | 1. | Toyota        | 259  |
| 2. | Marcel Fässler André Lotterer Benoît Tréluyer | 117  | 2. | Audi          | 219  |
| 3. | Alexander Wurz Stéphane Sarrazin              | 104  | 3. | Porsche       | 167  |
| 4. | Tom Kristensen Lucas di Grassi                | 102  |    |               |      |
| 5. | Nicolas Lapierre                              | 96   |    |               |      |

GT (Teljes táblázat)
| H  | Versenyzők                    | Pont  | H  | Konstruktőrök | Pont |
| -- | ----------------------------- | ----- | -- | ------------- | ---- |
| 1. | Gianmaria Bruni Toni Vilander | 156   | 1. | Ferrari       | 261  |
| 2. | Frédéric Makowiecki           | 116,5 | 2. | Porsche       | 236  |
| 3. | Richard Lietz                 | 103   | 3. | Aston Martin  | 196  |
| 4. | Jörg Bergmeister              | 91    |    |               |      |
| 5. | Patrick Pilet                 | 90,5  |    |               |      |

LMP1 Privát-kupa (Teljes táblázat)
| H  | Versenyzők                                     | Pont | H  | Konstruktőrök        | Pont |
| -- | ---------------------------------------------- | ---- | -- | -------------------- | ---- |
| 1. | Nicolas Prost Nick Heidfeld Mathias Beche      | 186  | 1. | #12 Rebellion Racing | 186  |
| 2. | Dominik Kraihamer Andrea Belicchi Fabio Leimer | 68   | 2. | #13 Rebellion Racing | 68   |
| 3. | Lucas Auer                                     | 33   | 3. | Lotus                | 33   |
| 4. | Christophe Bouchut James Rossiter              | 18   |    |                      |      |
| 5. | Pierre Kaffer                                  | 15   |    |                      |      |

LMP2 (Teljes táblázat)
| H  | Versenyzők                              | Pont | H  | Konstruktőrök  | Pont |
| -- | --------------------------------------- | ---- | -- | -------------- | ---- |
| 1. | Roman Ruszinov Olivier Pla Julien Canal | 136  | 1. | G-Drive Racing | 136  |
| 2. | Szergej Zlobin                          | 128  | 2. | #27 SMP Racing | 128  |
| 3. | Anton Ladigin                           | 110  | 3. | KCMG           | 105  |
| 4. | Matthew Howson Richard Bradley          | 105  | 4. | #37 SMP Racing | 60   |
| 5. | Maurizio Mediani Nicolas Minassian      | 78   |    |                |      |

LMGTE Am (Teljes táblázat)
| H  | Versenyzők                                     | Pont | H  | Konstruktőrök           | Pont |
| -- | ---------------------------------------------- | ---- | -- | ----------------------- | ---- |
| 1. | David Heinemeier Hansson Kristian Poulsen      | 180  | 1. | #95 Aston Martin Racing | 180  |
| 2. | Paul Dalla Lana Pedro Lamy Christoffer Nygaard | 138  | 2. | #98 Aston Martin Racing | 138  |
| 3. | Nicki Thiim                                    | 126  | 3. | Proton Competition      | 109  |
| 4. | Christian Ried Halid Alqubisi                  | 109  | 4. | AF Corse                | 94   |
| 5. | Klaus Bachler                                  | 99   | 5. | 8 Star Motorsports      | 65   |